# Liste der Monuments historiques in Vitrey
Die Liste der Monuments historiques in Vitrey führt die Monuments historiques in der französischen Gemeinde Vitrey auf.

## Liste der Objekte
| Bezeichnung                                     | Beschreibung                                                   | Standort                                   | Kennzeichnung | Schutzstatus | Datum | Bild |
| ----------------------------------------------- | -------------------------------------------------------------- | ------------------------------------------ | ------------- | ------------ | ----- | ---- |
| Vier Skulpturen: Christus und drei Evangelisten | an der Kanzel; Terrakotta, Mitte des 18. Jahrhunderts          | in der Kirche Nativité-de-la-Vierge (Lage) | PM54000998    | Classé       | 1983  |      |
| Retabel und Wandvertäfelung                     | Holz, farbig gefasst und vergoldet, Mitte des 18. Jahrhunderts | in der Kirche Nativité-de-la-Vierge (Lage) | PM54000997    | Classé       | 1983  |      |
| Kruzifix                                        | Holz, Mitte des 16. Jahrhunderts                               | in der Kirche Nativité-de-la-Vierge (Lage) | PM54002008    | Inscrit      | 1979  |      |